# Bastasi (Foča, BiH)
Bastasi su naselje u općini Foča, Republika Srpska, BiH.
Nalaze se nasuprot ušća Sutjeske u Drinu, na desnoj obali rijeke Drine. Godine 1962. pripojeno im je naselje Pejkovići koje je ukinuto (Sl.list NRBiH, br.47/62).

## Stanovništvo
Nacionalni sastav stanovništva 1991. godine, bio je sljedeći:
ukupno: 43
- Srbi - 38 (88,37%)
- Bošnjaci - 5 (11,62%)

| Narod     | Popis 1961. | Popis 1971. | Popis 1981. | Popis 1991. |
| --------- | ----------- | ----------- | ----------- | ----------- |
| Hrvati    |             | 1           |             |             |
| Muslimani | 71          | 73          | 14          | 38          |
| Srbi      | 4           | 116         | 68          | 5           |
| ostali    | 15          | 6           | 4           |             |
| Ukupno    | 90          | 196         | 86          | 43          |

## Vanjske poveznice
- Satelitska snimka  Arhivirana inačica izvorne stranice od 14. veljače 2021. (Wayback Machine)